# Fayston
Fayston est une municipalité (town) américaine de l'État du Vermont, située dans le comté de Washington. Lors du recensement de 2020, sa population s'élevait à 1 364 habitants.

## Géographie
La municipalité s'étend sur 94,5 km2 au centre du Vermont, dans la vallée de la rivière Mad, un affluent de la Winooski, au sud du Camel's Hump dans les montagnes Vertes.
|                       | Duxbury | Moretown   |
| Huntington Buels Gore | Fayston | Waitsfield |
| Lincoln               | Warren  |            |

## Histoire
Le village est établi en 1788 et organisé en 1805. La station de ski de Mad River Glen est créée en 1947 dans les montagnes Vertes.

## Politique et administration
La municipalité est administrée par un conseil de trois membres élus (Selectboard) qui est responsable de la conduite générale des affaires locales. Il a pour fonctions de publier les règlements locaux, préparer le budget, superviser toutes les dépenses, gérer les employés municipaux et contrôler les bâtiments et les biens publics. Il est assisté de « justices de paix » élus et d'un administrateur (clerk town), réunis au sein du Conseil de l'autorité civile.